# Gammel dansk hönsehund
Gammel dansk hönsehund är en hundras från Danmark. Den är en stående fågelhund av braquetyp för jakt på fälthöns och hare.

## Historia
Rasen uppkom efter 1710 då Morten Bak i Glenstrup Sogn i nuvarande Mariagerfjord Kommune på norra Jylland började avla romska hundar med lokala jakthundar. Behovet var att få fram en hund som kunde användas på små jaktmarker. Man tror att romernas hundar kan ha varit spanska pointer, motsvarande dagens perdiguero de burgos och att de lokala hundarna var stövare av st hubertus-typ, d.v.s. motsvarande dagens blodhund. De lokala hundarna gick också under namnet blodhund.
Namnet gammel dansk hønsehund härrör från 1910-talet. Gammel dansk hönsehund arbetar långsamt, den är i gengäld stark, uthållig och lättdresserad. Fram till 1930-talet var den Danmarks vanligaste jakthund, men då fick den konkurrens av mer snabbfotade engelska setter och pointer och var nära att dö ut. Rasklubben bildades 1947 och man genomförde en inventering, bl.a. fanns rastypiska hundar på Ærø som dessutom hade dokumenterad härstamning. Rasen erkändes av Dansk Kennel Klub (DKK) 1960 och av Fédération Cynologique Internationale (FCI) 1963. För att minska problemet med inavel genomfördes på 1990-talet inkorsning av braque français type pyrenée som är välliknande.

## Egenskaper
Rasen har en speciell sökstil med låg nos tätt intill marken. Den arbetar långsamt och metodiskt. Den har ett starkt luktsinne och kan användas även som eftersökshund och apportör.

## Utseende
Gammel dansk hönsehund är en tung och muskulös fågelhund med rektangulär kropp. Rasen har en stark könsprägel, där hanundarna är betydligt större och grövre än tikarna. Den har ett tungt huvud med riklig lös hud på nos och hals.